# Marquesado de Vallecerrato
El marquesado de Vallecerrato o Valle de Cerrato es un título nobiliario español de carácter hereditario creado por el rey Felipe III de España el 16 de febrero de 1612 a favor de Juan de Acuña, hijo natural del VI conde de Buendía,señor de Valle de Cerrato (Palencia) y de Alcantarilla (Cuenca) y presidente del consejo de Castilla.
Carlos III le concedió la Grandeza de España de segunda clase el 14 de noviembre de 1780. 
Su nombre se refiere al municipio castellano-leonés de Valle de Cerrato, en la provincia de Palencia.

## Marqueses de Vallecerrato

### Linaje Acuña

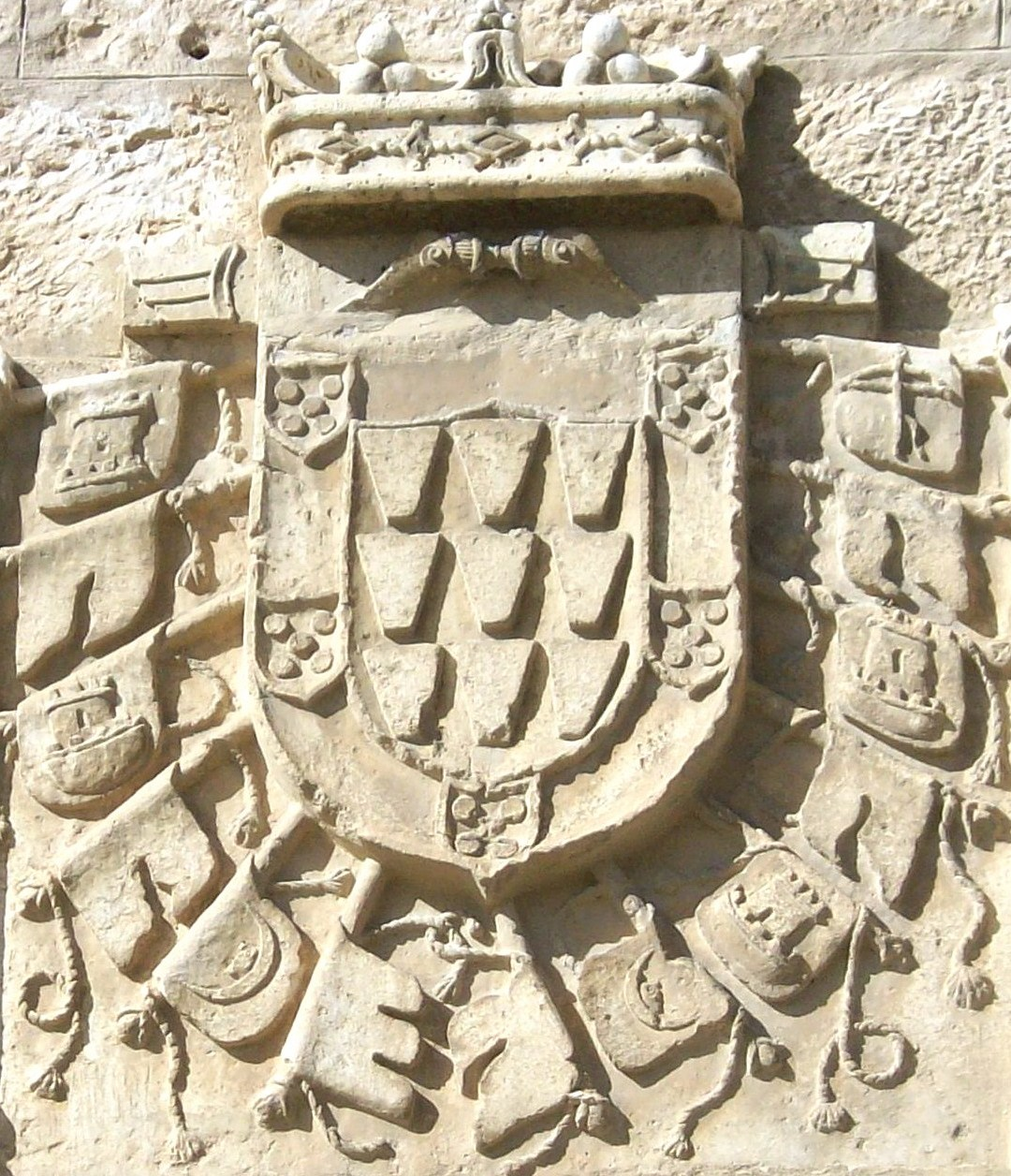
Escudo heráldico de los condes de Buendía - Hospital de Santiago Apóstol (Dueñas, Palencia)

El título de marquesado de Vallecerrato fue otorgado en 1612 por Felipe III a favor de Juan de Acuña (1543-1615) como recompensa a su prolífico cursus honorum y sus constantes servicios a la corona. El beneficiario era hijo natural de Juan de Acuña y Acuña, VI conde de Buendía y sumiller de corps de Felipe II, y de María de Dueñas, dama hidalga hija de Alonso Rodríguez de Dueñas.     
Pese a su condición de bastardo, gracias a su formación universitaria, se convirtió en un importante hombre de estado bajo los reinados de Felipe II y Felipe III, formando parte del bando cortesano que apoyó al duque de Lerma, valido de Felipe III. Presidente de los consejos de Hacienda (1602-1609), Indias (1609) y Castilla (1610-1615), fundó un mayorazgo sobre su villa de Valle de Cerrato ante Francisco de Monzón, contador de mercedes y escribano del rey, el 21 de diciembre de 1615. Falleció poco días después, el 29 de diciembre, habiendo otorgado su testamento ante el mismo escribano el 6 de octubre de 1610y siendo enterrado en la cripta del convento de San Agustín de Dueñas, cuyo patronazgo había adquirido en 1609.    
De su matrimonio con Ángela de Guzmán nacieron los siguientes titulares del marquesado: Diego-Melchor Luis de Acuña y Guzmán (Valladolid 1602 - Madrid 1631), asesinado en la calle Mayor de Madrid de un disparo a la edad de 29 años. Murió soltero y sin sucesión legítima, por lo que heredó el mayorazgo su hermana Ana María de Acuña y Guzmán, casada en 1624 con Luis Carrillo de Toledo, I marqués de Caracena desde 1606 y I conde de Pinto desde 1624 y, tras su muerte en 1626, contrajo segundas nupcias en 1633 con su primo segundo Martín de Ledesma y Guzmán, I vizconde de Santarém en 1620 y I marqués de Palacios en 1635. Falleció también sin sucesión en Madrid en 1669, pasando el título a su otra hermana Antonia Marcela de Acuña y Guzmán, casada con García Sarmiento de Sotomayor y Luna, II conde de Salvatierra y virrey de México (1642-1648) y Perú (1648-1655), siendo enterrados ambos en el convento de capuchinos de la Paciencia.
Sin embargo, ésta muere también sin sucesión en Madrid en 1683, por lo que, finalmente, el título pasó a un nieto de Diego-Melchor a través de una hija natural, habida con una dama hidalga de Palencia, María Méndez de Barrio y Angulo. Gracias a las capitulaciones firmadas por su abuela, esta hija, Ángela Melchora de Acuña y Guzmán, contrajo matrimonio el 25 de febrero de 1645 con Melchor Altamirano de los Ríos y Torres, ministro del consejo de Hacienda, hijo de Blas de Torres Altamirano, magistrado del virreinato del Perú, y de Águeda Mauricia de los Ríos. El hijo de este matrimonio, Luis Antonio de Acuña Altamirano (1647-1685), será el V marqués de Vallecerrato y caballero de la orden de Calatrava. Casado con Mariana Francisca de Acuña y Figueroa, hija de Iñigo de Acuña y Castro, I marqués de Escalona, murió sin sucesión en Madrid el 11 de enero de 1685, siendo enterrado en la iglesia de La Almudena, amortajado con el manto capitular de la orden de Calatrava, por lo que fue sucedido por su hermana Juana María Ángela de Altamirano (1650-1718), VI marquesa de Vallecerrato, casada con Luis Baltasar de Cañas Silva y Castilla-Portugal (1648-1713), XIV señor de Líjar y Cóbdar (Almería), alférez mayor y regidor perpetuo de Guadalajara y caballero de Santiago.

### Linaje Cañas, duques del Parque

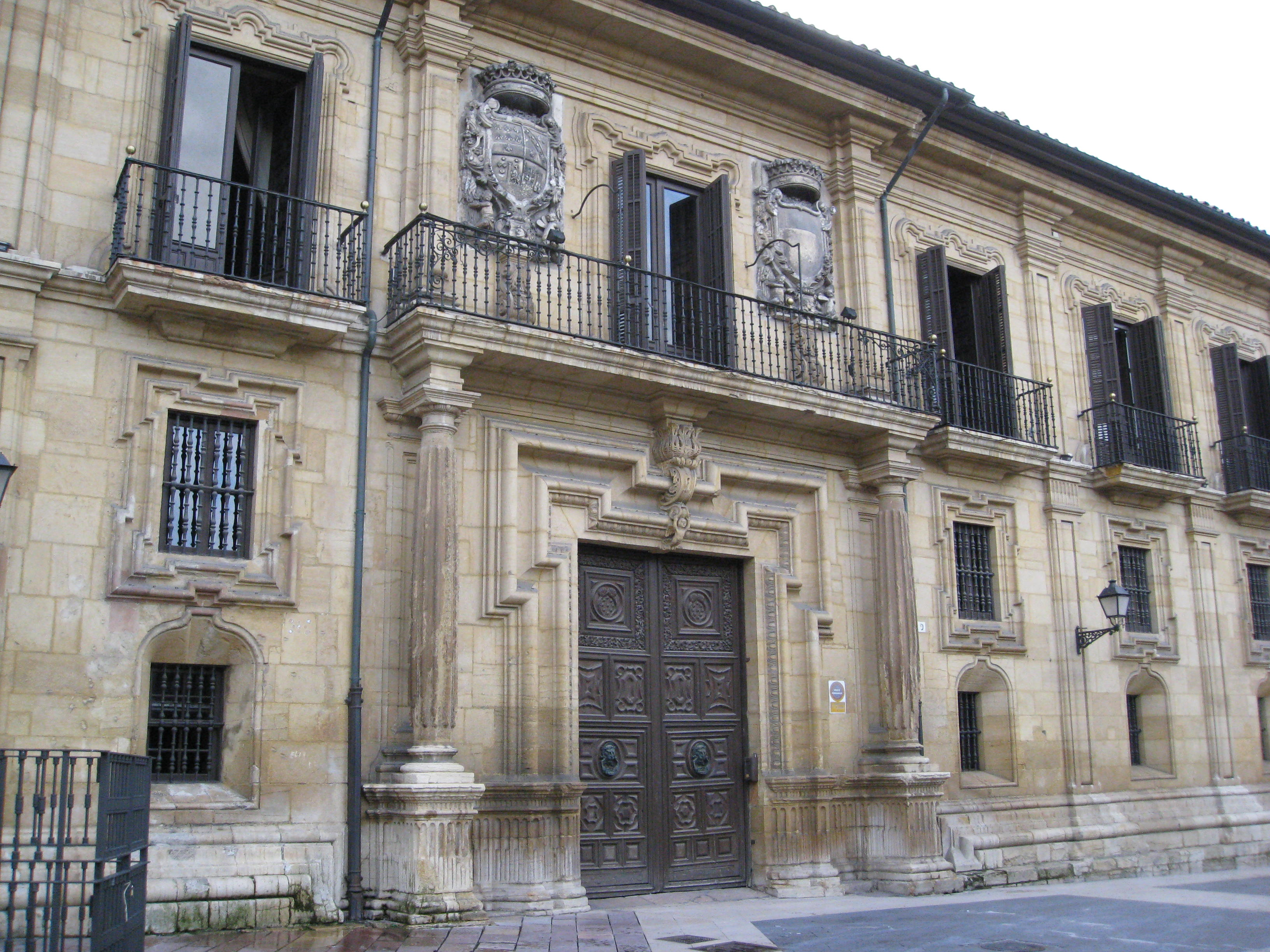
Palacio de los duques del Parque en Oviedo, edificado a partir de 1725 por Francisco de Cañas Altamirano y Acuña, VII marqués de Vallecerrato, y por Isabel María de Trelles y Valdés, su mujer, V duquesa del Parque, III princesa de la Sala de Partinico.

El 1710, el hijo de este matrimonio, Francisco de Cañas y Altamirano, VII marqués de Vallecerrato, contrajo matrimonio en Oviedo con Isabel de Trelles y Pallafox (1691-1737), V duquesa del Parque y III princesa de la Sala de Partinico, por lo que, en el siglo XVIII, se fusionaron ambos títulos, falleciendo el 22 de diciembre de 1732. Ambos promovieron la construcción del llamado palacio del Fontán en la ciudad de Oviedo en 1725. 
Carlos III otorgó a su hijo Manuel Joaquín de Cañas Trelles (1725-1794), VIII marqués de Valle de Cerrato y VI duque del Parque, la Grandeza de España de segunda clase el 14 de diciembre de 1780. Ocupó el cargo de gentilhombre de la cámara en 1763, siendo nombrado ayo de los infantes Francisco Javier, Gabriel y Antonio Pascual. Falleció en Madrid el 17 de octubre de 1794 disponiendo ser enterrado vestido interiormente con el hábito de la orden de San Francisco y, exteriormente, con el hábito de la orden de Carlos III, de la que era caballero. Aunque establece ser enterrado, si era posible, en la capilla de los Altamirano en la iglesia de San Salvador, finalmente fue enterrado junto a su esposa y una hija en el convento de capuchinas de Madrid. Casado con Agustina María Portocarrero y Maldonado (1734-1764), III marquesa de Castrillo y de Villavieja, fueron sucedidos por su hijo Vicente de Cañas y Portocarrero, VII duque del Parque y IX marqués de Valle de Cerrato, quien, según Galdós, fue uno de los generales españoles que más descollaron en la Guerra de la Independencia. De marcado carácter liberal, falleció sine prole supérstite en Cádiz el 12 de marzo de 1824, arrestado tras haber sido destituido de los empleos y honores que ostentó durante el Trienio Liberal, por lo que fue sucedido por su hermana María Francisca de Paula de Cañas y Portocarrero, X marquesa de Valle de Cerrato, casada con José Miguel Salcedo-Cañaveral, I conde de Benalúa, fallecida el 15 de diciembre de 1833.

### Linaje Villavicencio, duques de San Lorenzo de Valdehermoso y marqueses de Castrillo
El 9 de marzo de 1837, a la muerte sin herederos de su hija María Josefa de Cañaveral y Cañas, XI marquesa de Vallecerrato y III condesa de Benalúa (tras la muerte sin sucesión de su hermano), los títulos fueron heredados por su marido Lorenzo Fernández de Villavicencio y Cañas (1778-1859), III duque de San Lorenzo de Valhermoso, quien contrajo nuevas nupcias con Josefa del Corral García. Con la abolición de los mayorazgos en 1841, a su muerte en 1859, los títulos se dispersaron entre sus descendientes y, mientras su hijo primogénito, Lorenzo, heredó los ducados del Parque y de Valhermoso, su hijo Manuel Joaquín Fernández de Villavicencio y Corral heredó el marquesado de Vallecerrato, convirtiéndose en un destacado carlista, junto a su hermano el marqués de Castrillo.
Sin embargo, éste se suicidó en Madrid el 17 de septiembre de 1907, falleciendo sin herederos, por lo que el título pasó a su sobrino, hijo de José Juan, marqués de Castrillo, Lorenzo Fernández de Villavicencio y Crooke, que murió en 1916 en un accidente aéreo en el aeródromo de Cuatro Vientos (Madrid), siendo heredado por su hermano José María Fernández de Villavicencio y Crooke hasta su muerte en 1980, siendo sucedido por su hijo José Fernández de Villavicencio y Osorio. Tras su fallecimiento en 2019, la actual titular es su hija María Cristina Fernández de Villavicencio y Eleta.

## Titulares del marquesado
Se refundieron en ella otros títulos como el Ducado del Parque, el ducado de San Lorenzo de Vallehermoso, el marquesado de Casa Villavicencio, el marquesado de Castrillo, el marquesado de la Mesa de Asta, el condado de Belmonte de Tajo, la baronía de Regiulfo, el marquesado della Sala di Partinico o el ducado de Algete.
|                                        | Titular                                           | Periodo                                |
| Creación por el rey Felipe III en 1612 | Creación por el rey Felipe III en 1612            | Creación por el rey Felipe III en 1612 |
| -------------------------------------- | ------------------------------------------------- | -------------------------------------- |
| I                                      | Juan de Acuña                                     | 1612-1615                              |
| II                                     | Diego-Melchor Luis de Acuña y Guzmán              | 1615-1631                              |
| III                                    | Ana María de Acuña y Guzmán                       | 1631-1669                              |
| IV                                     | Antonia Marcela de Acuña y Guzmán                 | 1669-1683                              |
| V                                      | Luis Antonio de Acuña y Altamirano                | 1683-1685                              |
| VI                                     | Juana María Ángela de Altamirano                  | 1685-1718                              |
| Ducado del Parque                      |                                                   |                                        |
| VII                                    | Francisco de Cañas y Altamirano                   | 1718-1732                              |
| VIII                                   | Manuel Joaquín de Cañas Trelles                   | 1732-1794                              |
| IX                                     | Vicente María de Cañas y Portocarrero             | 1794-1824                              |
| X                                      | María Francisca de Paula de Cañas y Portocarrero  | 1824-1833                              |
| XI                                     | María Josefa de Salcedo-Cañaveral y Cañas         | 1833-1837                              |
| XII                                    | Lorenzo Fernández de Villavicencio y Cañas        | 1837-1859                              |
| Marquesado de Castrillo                |                                                   |                                        |
| XIII                                   | Manuel Fernández de Villavicencio y del Corral    | 1859-1907                              |
| XIV                                    | Lorenzo Fernández de Villavicencio y Crooke       | 1907-1916                              |
| XV                                     | José María Fernández de Villavicencio y Crooke    | 1916-1980                              |
| XVI                                    | José Fernández de Villavicencio y Osorio          | 1980-2019                              |
| XVII                                   | María Cristina Fernández de Villavicencio y Eleta | Titular actual                         |